# Madalena Iglésias
Madalena Lucília Iglésias do Vale de Oliveira, nata Madalena Lucília Iglésias Doval (Lisbona, 24 ottobre 1939 – Barcellona, 16 gennaio 2018), è stata una cantante e attrice portoghese.
Partecipò all'Eurovision Song Contest 1966 in rappresentanza del Portogallo, con il brano Ele e ela.
Fu attiva anche come attrice, partecipando ad alcune produzioni cinematografiche tra il 1964 ed il 1970, tra cui Uma Hora de Amor (1964), Los gatos negros (1964), Passagem de Nível (1965) e Sarilhos de Fraldas (1967).
Morì in una clinica di Barcellona nel 2018.